# مايكل هوروفيتز
مايكل هوروفيتز (بالإنجليزية: Michael Horovitz)‏ هو مؤلف ومترجم وكاتب وفنان وشاعر بريطاني، ولد في 4 أبريل 1935 في فرانكفورت في ألمانيا.

## وصلات خارجية
- مايكل هوروفيتز على موقع ميوزك برينز (الإنجليزية)
- مايكل هوروفيتز على موقع ديسكوغز (الإنجليزية)